# Drosanthemum archeri
Drosanthemum archeri är en isörtsväxtart som beskrevs av L. Bol. Drosanthemum archeri ingår i släktet Drosanthemum och familjen isörtsväxter. Inga underarter finns listade i Catalogue of Life.